# Žaškov
Žaškov je obec v okrese Dolný Kubín v Žilinském kraji na Slovensku, na Oravě. Žije v něm přibližně 1 600 obyvatel.

## Historie
První písemná zmínka o vesnici pochází z roku 1388.

## Přírodní poměry
Obec leží v nadmořské výšce 482 metrů a její katastrální území má výměru 24,728 km². Do katastrálního území obce zasahuje část národní přírodní rezervace Šíp. Tok Oravy ve správním území je součástí chráněného areálu Rieka Orava.

## Pamětihodnosti
- Římskokatolický kostel z roku 1626
- Evangelický kostel z roku 1792
- Pamětní tabule padlým druhé světové války

## Osobnosti

### Rodáci
- Štefan Svitko (* 26. června 1982), motocyklový závodník

### Působiště
- Ján Bruck (1775–1819), pedagog a básník
- Leopold Bruck (1800–1866), knihovník, básník a učitel